# Isomerase
I biokemi er en isomerase et enzym, der katalyserer den strukturelle omdannelse af isomerer. Isomeraser katalyserer således reaktioner på formen
A → B,
hvor A og B er hinandens isomerer.

## Nomenklatur
Isomerasers navne dannes som "substratisomerase" (for eksempel glukose-6-fosfatisomerase), eller som "substrat-type af isomerase" (for eksempel fosfoglukomutase).

## Klassifikation
Isomeraser har deres egne EC-numre i enzymklassifikationssystemet: EC 5. Isomeraser kan yderligere klassificeres i seks underklasser:
- EC 5.1 inkluderer enzymer, der katalyserer racemisering (racemaser) og epimerisering (epimeraser)
- EC 5.2 inkluderer enzymer, der katalyserer isomeriseringen af geometriske isomerer (cis-transisomeraser)
- EC 5.3 inkluderer intramolekylære oxidoreduktaser
- EC 5.4 inkluderer intramolekylære transferaser (mutaser)
- EC 5.5 inkluderer intramolekylære lyaser
- EC 5.99 inkluderer andre isomeraser (inklusiv topoisomeraser)